# Josep Busquet Mendoza
Josep Busquet Mendoza (Barcelona, 1975) és un dibuixant i guionista de còmics català.

## Biografia
El 1990 va ingressar a l'Escola de Còmic JOSO i va començar a publicar els seus propis fanzines autoeditats.
El 1996 va començar a treballar professionalment per l'editorial Camaleón Ediciones, produint la sèrie Manticore amb el dibuixant Ramón F. Bachs, i un assaig sobre l'obra del titellaire Jim Henson: La diferencia entre arriba y abajo.
El 2008 va publicar el còmic La revolución de los pinceles, amb dibuixos de Pere Mejan. L'obra fou guanyadora de dos guardons al 27è Saló del Còmic de Barcelona: el premi a l'autor revelació i el premi al millor dibuix.
Des de 2019 manté una secció anomenada El Experto en el canal de Youtube de jocs de taula i rol al canal de Juegorrinos, en la qual publica videos en clau d'humor.

## Obra
- 1995 The cactus enigma, a "Asmatic Storys" (fanzine, número únic)
- 1996 Manticore, amb Ramón F. Bachs. Camaleón Ediciones.
- 1996 La diferencia entre arriba y abajo. El Gran Libro de los Muppets, Camaleón Ediciones.
- 1997 Manticore: Underworld Attacks!, amb Ramón F. Bachs. Camaleón Ediciones.
- 1997 The Lobeznos Japan Tour, amb Elías Sánchez. Ediciones Glénat.
- 1998 Manticore: Rashsushcan, amb Ramón F. Bachs. Camaleón Ediciones.
- 1998 Saturn Babe, amb Ramón F. Bachs. Planeta.
- 1998 Fedor Stratocuster y Hallelujah Jones, amb Albert Xiqués. Camaleón Ediciones.
- 1998 Mektan, amb diversos autors. Camaleón Ediciones.
- 1999 Fanhunter: Goldenpussy, amb Ramón F. Bachs. Planeta.[1]
- 1999 Uno: Todos para Uno. Amaníaco Ediciones.
- 1999 Josep Busquets Scriptbook. Kaleidoscope.
- 2000 Comic Store en Amaníaco nº9, Amaníaco Ediciones.
- 2000 Gillhooley: Una segunda oportunidad a Extra Cimoc 2000, Norma Editorial.
- 2002 ?? ?? en Amaniaco nº12, Amaníaco Ediciones.
- 2003 Historia de Piera. Ajuntament de Piera.
- 2004 Dixie (fanzine, número únic). Autoedició.
- 2005-2007 Pollo Letal, amb Iván Sarnago (Cómic Online).[3]
- 2006 El misterio de las facturas sin pagar a Penthouse Comix
- 2007 No es fácil decir adios en Penthouse Comix
- 2007 No es lo que parece a "Eros Comix" nº64. Dolmen Editorial.
- 2007 Ace "Tornado" Stevens y la Princesa de Dhang Whey Zhu a "Eros Comix" nº65. Dolmen Editorial.
- 2007 Lobos: Quien roba a un ladrón... a "Dos veces breve - Especial Iberomanga", Ariadna Editorial
- 2007 Amaníaco (Tercera època) nº1. 2007, Amaníaco Ediciones.
- 2007 Amaníaco (Tercera època) nº2. 2007, Amaníaco Ediciones.
- 2008 Con Uno Basta, Fargons & Gorgons i Magical Slumpin´ Girls a Amaniaco (Tercera època) nº3.
- 2008 La Revolución de los pinceles. 2008, Dolmen Editorial.
- 2015 La última aventura, amb el dibuixant Javi de Castro. Editorial Dibbuks
- 2016 La magia del Fútbol' amb Àlex Santaló. Panini Cómics.